# Пентаборат калия
Пентаборат калия — неорганическое соединение,
соль калия и борной кислоты с формулой KB5O8,
бесцветные кристаллы,
не растворяется в воде,
образует кристаллогидраты.

## Получение
- Реакция борной кислоты и тетрабората калия:

{\displaystyle {\mathsf {K_{2}B_{4}O_{7}+6H_{3}BO_{3}\ {\xrightarrow {}}\ 2KB_{5}O_{8}\cdot 4H_{2}O\downarrow +H_{2}O}}}

## Физические свойства
Пентаборат калия образует бесцветные кристаллы.
Не растворяется в воде.
Образует кристаллогидрат состава KB5O8•4H2O,
ромбическая сингония,
параметры ячейки a = 1,1067 нм, b = 1,1180 нм, c = 0,90550 нм, Z = 4.
Иногда формулу кристаллогидрата записывают как KB5O6(OH)4•2H2O.